# Хлопководство
Хлопководство — отрасль растениеводства, занимающаяся возделыванием хлопчатника и производящая хлопок.

## Климатические требования
Хлопчатник является теплолюбивой и влаголюбивой культурой одновременно. Для полноценного вызревания волокна раннеспелых сортов хлопчатника сумма положительных температур должна быть не менее 1560 °С в год. При этом позднеспелые сорта требуют суммы достигающей  2 000 °С в год. Эксперименты частных опытных станций Российской империи показали, что северная граница выращивания хлопка раннеспелых сортов в европейской части проходит по линии Кишинёв — Николаев — Мелитополь — Ростов-на-Дону — Астрахань.

## Технология

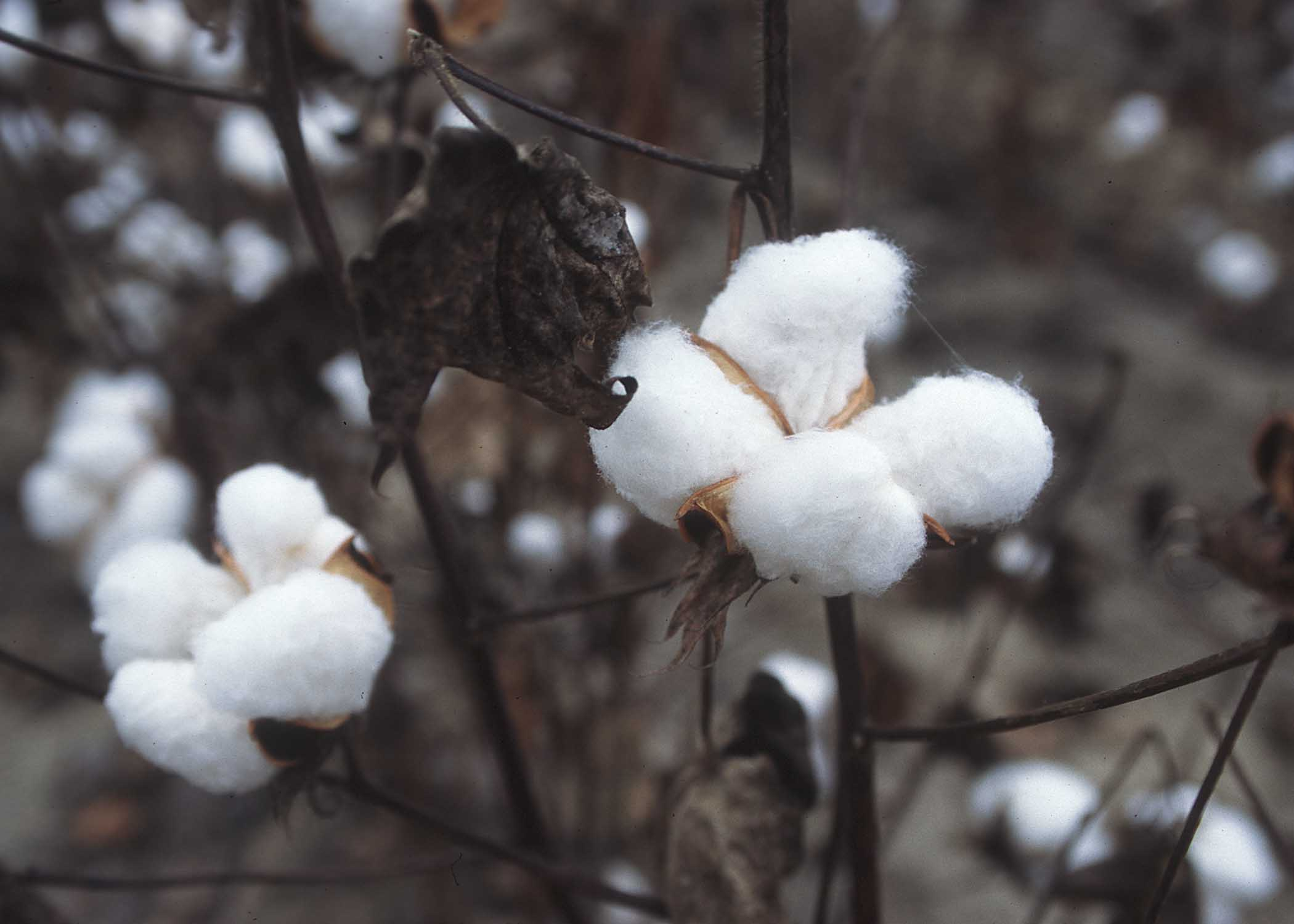
Хлопчатник

При созревании коробочка хлопчатника раскрывается. Волокно вместе с семенами, называемое хлопок-сырец, собирается на хлопкоприёмных пунктах, откуда его отправляют на хлопкоочистительный завод, где происходит отделение волокон от семян.
Собственно хлопок представляет собой тонкие, короткие, мягкие пушистые волокна. Волокно несколько скручено вокруг своей оси. Для хлопка характерны относительно высокая прочность, химическая стойкость, теплостойкость, средняя гигроскопичность и малая доля упругой деформации, вследствие чего изделия из хлопка сильно сминаются. Стойкость хлопка к истиранию невелика.

## Хлопководство в СССР

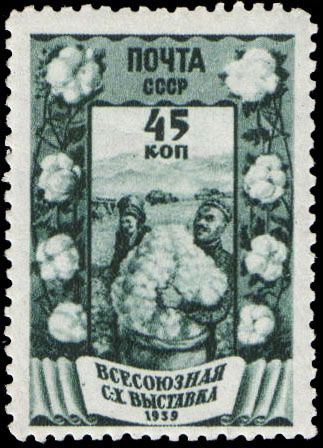
Почтовая марка СССР, 1939 годː Хлопководство. Уборка хлопка в Узбекистане. Хлопчатник (Gossypium herbaceum Carl Linnaeus (L.), 1753). Серияː Всесоюзная сельскохозяйственная выставка (ВСХВ) в Москве "Новое в деревне"

В СССР хлопок-сырец выращивался преимущественно в республиках Средней Азии для обеспечения сырьём предприятия легкой промышленности, расположенные главным образом в европейской части РСФСР (особенно между Москвой и Ивановом). К началу 1970-х гг. все пригодные для возделывания земли Узбекской ССР были отданы под хлопководство.
Среди хлопкоробов были Герои и дважды Герои Социалистического Труда.
В СССР выпускался журнал «Хлопководство» — ежемесячный научно-производственный журнал министерства сельского хозяйства СССР и министерства мелиорации и водного хозяйства СССР — для агрономов и механизаторов-хлопководов, научных работников в области хлопководства. Издавался журнал в Москве с 1951 года (в 1922—1930 годах назывался «Хлопковое дело», в 1931—1932 годах — «За хлопковую независимость», после перерыва в 1936—1940 годах — «Советский хлопок»). Публиковал статьи об экономике и организации отрасли, о технологии возделывания, уборке, селекции и семеноводстве хлопчатника. Тираж в 1976 году составлял 13,5 тыс. экземпляров.
Хотя реальной возможности для увеличения сборов у среднеазиатских республик не было, Госплан СССР от пятилетки к пятилетке увеличивал и без того нереалистичные планы для хлопковой промышленности Узбекистана и других среднеазиатских республик. Беспрецедентный отбор воды на орошение привел к катастрофическому снижению Аральского моря, а использование токсичных удобрений и пестицидов в условиях монокультуры и отказа от севооборота обернулось экологическими катастрофами — к тому что оно превратилось в гигантский накопитель химикатов со всей Средней Азии. Для решения проблемы ирригации в Москве был разработан проект поворота сибирских рек на юг, в Среднюю Азию, но он не был реализован.
Результатом нереалистичных планов стали многомиллионные приписки, двойная бухгалтерия, многоуровневая «пирамида лжи, воровства и взяточничества». Ненадёжность официальной статистики была известна советским руководителям и мешала им принимать верные хозяйственные решения. Тем не менее приписки позволили главе местной номенклатуры Рашидову не только сохранять полный контроль над республикой, но и получить из Москвы приблизительно 4 млрд рублей за так и не поставленный хлопок.
Лишь после смерти Брежнева и прихода к власти Ю. В. Андропова стало раскручиваться т. н. «хлопковое дело» — одно из первых и самых громких коррупционных дел в истории СССР. Среди осуждённых в рамках этого дела был и зять Брежнева.

## В Российской Федерации
В 1930 г. в г. Будённовск Ставропольского края РСФСР появился Институт хлопчатника новых неорошаемых районов, который сумел создать сеть хлопководческих станций на площади 120 тыс. га по всему югу РСФСР. К началу 1950-х годов здесь собиралось до 60 тыс. тонн хлопка-сырца  в год. Однако в середине 1950-х работа основные усилия хлопководов сосредоточились на среднеазиатских республиках и вся проделанная работа по внедрению хлопчатника на юге России была заброшена. При этом все вспаханные земли были отданы под пшеницу . 
Лишь после длительного перерыва в 2019 году Ставропольский край (Будённовский район) со среднегодовой температурой около + 11 °C стал первым в Российской Федерации местом, где впервые была проведена механизированная уборка хлопка. Минсельхоз РФ намерен выделить под хлопководство до 220 тысяч гектаров земли на юге страны.
В перспективе хлопководческий район может охватить такие регионы, как Астраханская область, Республика Калмыкия, некоторые районы Ставропольского и Краснодарского краёв, Ростовской и Волгоградской областей, республику Крым.